# لیبرتی، شهرستان سیکویا، اکلاهما
لیبرتی(به انگلیسی: Liberty) شهری در ایالت اکلاهما کشور ایالات متحده آمریکا است که جمعیت آن در سرشماری سال ۲۰۱۰ میلادی، ۲۲۰ نفر بوده‌است.